# John Pauls
John Pauls (* 9. Februar 1908 in Danzig; † 4. Juli 1946 ebenda), auch Johann Pauls, war ein deutscher SS-Oberscharführer im KZ Stutthof.

## Biografie
John Pauls war das dritte Kind von Johann August Pauls und Minna Steingräber. Nach seiner Ausbildung als Brückenbauer und Weiterbildung zum Brückenmeister war er als Senatsarbeiter der Freien Stadt Danzig beschäftigt. Am 25. März 1933 schloss er die Ehe mit der 19-jährigen Lina Johanna Oelsner in Danzig. Aus dieser Ehe gingen acht Kinder hervor.

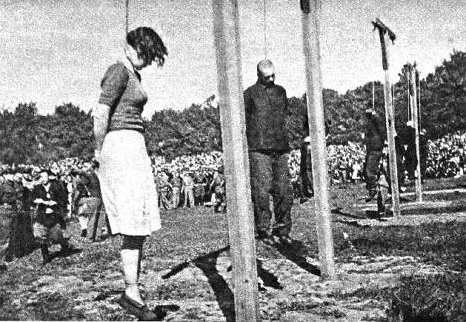
Gerda Steinhoff und John Pauls nach ihrer Hinrichtung am 4. Juli 1946

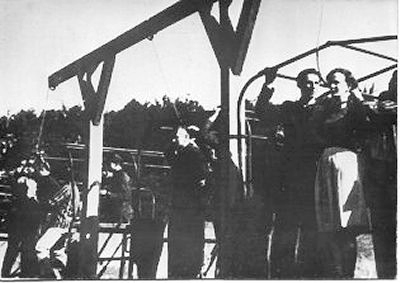

Während des 1. Stutthof-Prozesses wurde John Pauls zusammen mit zehn weiteren Angeklagten zum Tode durch den Strang verurteilt und auf dem Bischofsberg bei Danzig in Gegenwart von etwa 40.000 Schaulustigen für seine Verbrechen im KZ Stutthof hingerichtet. Das Gericht sah es als erwiesen an, dass er als Aufseher der sogenannten „Waldkolonne“ für die Vorbereitungsarbeiten (Rodung von Waldflächen) zur Erweiterung der Lagerfläche Lagerinsassen unmenschlich behandelt hatte.

## Politische Karriere
Pauls trat zum 1. April 1931 in der Freien Stadt Danzig in die NSDAP (Mitgliedsnummer 501.538) und SS ein. Vom 21. Juli 1939 bis zum 31. Oktober 1941 diente er bei der Polizei in der Reserve. Vom 1. November 1941 bis 11. März 1943 war er der Waffen-SS (Infanterie, Wachdienst) als SS-Schütze der Reserve zugeteilt.
Nach einem Verfahren Bartsch gegen Pauls wurde John Pauls im April 1943 zum SS-Totenkopfsturmbann ins KZ Sachsenhausen versetzt. Als SS-Oberscharführer soll er danach bis Kriegsende 1945 in der Wachmannschaft des KL Stutthof eingesetzt worden sein.

## Auszeichnungen
- Ehrenwinkel der Alten Kämpfer
- Danziger Kreuz, II. Klasse